# Roland Bernard (homme politique)
Pour les articles homonymes, voir Roland Bernard et Bernard.
Roland Bernard, né le 11 octobre 1944 à Lyon et mort le 6 mai 2009 à Pierre-Bénite, est un homme politique français.

## Biographie
Il est le père de Bruno Bernard, président de la Métropole de Lyon.

## Détail des fonctions et des mandats
- Maire d'Oullins de 1977 à 1990

Mandat parlementaire
- 28 septembre 1986 - 1er octobre 1995 : Sénateur du Rhône
- 21 juin 1981 - 1er avril 1986 : Député du Rhône[2]